# Línguas tuaregues
O tuaregue, também conhecido como tamaxeque (AFI: [ˈtæməʃɛk]) e tamajaque (ⵜⴰⵎⴰⵌⴰⵆ, tamahaq) é um grupo de dialetos e línguas berberes aparentados, falados pelos berberes tuaregues em partes de Mali, Níger, Argélia, Líbia e Burquina Fasso, com alguns poucos falantes na região de Kinnin, no Chade.
Outras línguas berberes e o tamaxeque são mutuamente compreensíveis e em geral são consideradas como uma única língua (pelo linguista dinamarquês Karl-G. Prasse, por exemplo), sendo que há algumas distinções  fonéticas (afetando a pronúncia de z e de h, por exemplo). O tamaxeque é muito conservativo em alguns aspectos, mantendo duas vogais curtas onde as outras línguas berberes do norte têm uma ou mesmo nenhuma. Além disso, sofreu muito menos influências léxicas do árabe do que as demais línguas berberes.
Um dos exemplos das línguas tuaregues é o tamahaq. A região nativa da língua é deserto do Saara, envolvendo a Argélia, na região da Ahaggar no Sul da Argélia, o ocidente da Líbia e o norte do Níger, locais onde a língua até hoje é utilizada por nativos. O tamahaq não possui uma expressiva variação das línguas tuaregues do sul das Montanhas Aïr, Azawagh e Adagh. Muitas das línguas com origem congruente ao tamahaq possuem uma forte influência do árabe, mas o tamahaq é classificado com uma das mais puras. O tamahaq muitas vezes está integrado com o tamasheq ou tamajeq, variações próximas que possuem mais estudos acerca, contudo, o tamahaq possui sistemas que suavemente diferenciam das suas "irmãs", principalmente na área da fonética, havendo até mesmo variações dentro do próprio tamahaq derivações, principalmente na região sul do Saara, em grupos como o Kélowi e Awelímmiden.

## Etimologia
A palavra tuaregue é um exônimo, com origem no termo árabe hassaniya ta:rg-i, que denota um guerreiro nascido livre.
Por sua origem no ramo berbere, a língua possui similaridade com línguas como tarifit e cabila, também havendo línguas da família que o foram extintas, como as línguas guanches das Ilhas Canárias e o líbio antigo.

## Distribuição e Dialetos
Os falantes de tuaregue estão espalhados, em geral, pela região do Saara, mais especificamente nas áreas montanhosas, sendo os nativos povos de montanha, em especial as montanhas Montanhas Aïr, Azawagh e Adagh. As variedades do tuaregue são línguas de povos nômades, mais concentrados no sul da Argélia, norte do Mali e sul do Niger. Um exemplo recente do nomadismo é a presença da língua em Burquina Faso.
O tuaregue é dividido em sua forma popular baseada na sua pronuncia de nome
- Tamashek (Tamachek, Tamashaq) - Mali (exceto Meneka)
- Tamajak (Tamajek, Tamajeq) Niger, Mali, (Meneka)
- Tamahak (Tamahaq) Argélia (Hoggar range)

E também existe a sua divisão revisada, baseada em grupos distintos, que possuem status autônomo
- Tamashek (Tamachek) - Mali (Kidal, Gao, Timbuktu)
- Tawellemmett (Tawallammat) - Niger (NW), Mali (Menaka)
- Tayert (Tayart) Niger (norte, Air range)
- Tamahak (Tamahaq) Argélia (Hoggar)

### Número de Falantes
Seus números de falantes são (segundo Ethnologue em 2004): 270,000 para Tamashek, 62,000 para Tamahak, 640,000 para Tawellemmett, e 250,000 para Tayert.

## Fonologia

### Vogais
O sistema de vogais inclui 5 vogais longas /a, e, i, o, u/, versões "enfáticas" de /e, o/, e duas vogais curtas /ə, ă/. As vogais enfáticas e/ e /o/ geralmente derivam de /i/ e /u/, enquanto que evidências comparativas mostram que /ə/ deriva do amálgama “proto-berbere” entre */ĭ/ e */ŭ/. As semivogais são classificadas por alguns autores como as vogais, sendo elas: /w, j/. Também há a citação da existência de alguns ditongos: /əw/ (>[u]), /ăw/, /aw/, /ew/, /iw/, /ow/, /uw/, /əj/ (>[i]), /ăj/, /aj/, /ej/, /ij/, /oj/, /uj/., mas esse é um ponto de diálogo entre linguistas, pois alguns também dizerm não haver ditongosNa fala, antes da pronuncia de vogais enfáticas são reduzidas as vogais formando: ə/ em [ă], /e, i/ em um [e] “enfático”; e /u, o/ em [o] “enfático”, com algumas variações dialetais (com percepção de f /i, u/ "menos aberto" que /e, o/).
Tabela de vogais:
|         | Anterior | Central | Posterior |
| ------- | -------- | ------- | --------- |
| Fechada |          | ə       |           |
| Aberta  |          | ă       |           |

|               | Anterior | Central | Posterior |
| ------------- | -------- | ------- | --------- |
| Fechada       | i        |         | u         |
| Quase fechada | e        |         | o         |
| Aberta        |          | a       |           |

### Consoantes
|           | Labial | Aveolar  | Aveolar | Palatal | Velar | Uvelar | Faringe | Glotal |
| --------- | ------ | -------- | ------- | ------- | ----- | ------ | ------- | ------ |
| Plana     | Labial | enfática |         | Palatal | Velar | Uvelar | Faringe | Glotal |
| Nasal     | m      | n        |         |         | ŋ     |        |         |        |
| Pausa     | b      | t d      | tˤ dˤ   | ɟ       | k ɡ   | q      |         | (ʔ)    |
| Fricativa | f      | s z      | (sˤ) zˤ | ʃ ʒ     | x ɣ   | x ɣ    | (ħ ʕ)   | h      |
| Lateral   |        | l        | (lˤ)    |         |       |        |         |        |

O inventário de consoantes se parece muito com o do árabe: vocalização diferenciada, uvulares, faringeais (tradicionalmente referidas como enfáticas) /tˤ/, /lˤ/, /sˤ/, /dˤ/, /zˤ/; requerendo a contração dos músculos da faringe, influindo na pronúncia da vogal seguinte (porém /lˤ, sˤ/ só ocorrem em palavras que vem do árabe e /lˤ/ é raro) 
/ŋ/ é um som raro, /ʒ/ é raro em Tadraq, e tem-se como exemplo do empréstimo árabe fonético através das fricativas /ħ, ʕ/ são usados apenas nas palavras árabes no dialeto Tanəsləmt, sendo, portanto, um empréstimo direto do árabe . Mesmo que fazendo parte, em algumas descendentes do tuaregues, elas são trocadas por /x, ɣ/ respectivamente.
A oclusiva glotal /ʔ/ é não fonêmica e não é presente nos dialetos árabes, mas pode ser encontra no vocabulário islâmico não assimilado. Ocorre no começo de palavras com vogal inicial para preencher a função da consoante inicial na estrutura da sílaba, embora se as palavras forem precedidas por uma palavra que termina em consoante, é feita uma ligação em substituição. O /a/ inicial de uma frase é também seguida por uma oclusiva glotal fonética
A geminação é contrastiva. Normalmente /ɣɣ/ se torna [qq], /ww/ se torna [gg], e /dˤdˤ/ se torna [tˤtˤ]. /q/ e /tˤ são (com poucas exceções) sempre geminados. Além disso, em dialeto Tadraq /g/ é geralmente geminado, mas em Tudalt tom singelo /g/ pode ocorrer.
A assimilação vocal ocorre, com a primeira consoante tomando a sonoridade da segunda (Ex.: /edˤkăr/>[etˤkăr]).
A redução dos conjuntos consonantais modifica a palavra / fonema-final /-ɣt, -ɣk/ em [-qq] e /-kt, -ɟt, -gt/ em /-kk/ (Ex.. /tămaʃăɣt/>[tămaʃăq] 'Tamasheq').
|            |                                  | Labial | Labial | Palato- alveolar | Velar | Uvular | Faringe | Laringe |
| plana      | Enfática/ transformada emfaringe |        |        | Palato- alveolar | Velar | Uvular | Faringe | Laringe |
| ---------- | -------------------------------- | ------ | ------ | ---------------- | ----- | ------ | ------- | ------- |
| Plosiva    | mudo                             | (p)    | (tˤ)   | tʃ               | k     | (q)    |         | (ʔ)     |
| Plosiva    | voiced                           | b      | dˤ     | gʲ               | g     |        |         |         |
| Fricativa  | mudo                             | f      | (sˤ)   | ʃ                |       | χ      | (ħ)     | h       |
| Fricativa  | voiced                           |        | zˤ     | ʒ                |       | ʁ      | (ʕ)     |         |
| Nasal      | Nasal                            | m      |        | ɲ                | ŋ     |        |         |         |
| Liquida    | lateral                          |        | (ɫ)    |                  |       |        |         |         |
| Liquida    | rótco                            |        |        |                  |       |        |         |         |
| Aproximada | Aproximada                       | w      |        | j                |       |        |         |         |

Esta é uma tabela com as consoantes no tamasheq que, ao todo, somam 33, sendo boa para comparação de como as línguas derivadas da língua tuaregue são muito parecidas.

## Ortografia
As línguas tuaregues são geralmente escritas no alfabeto tifinague nativo, existe porém algum uso do alfabeto árabe nalgumas áreas desde os tempos medievais, enquanto que o alfabeto latino é oficial no Mali e no Níger. O programa nacional do Mali de alfabetização (DNAFLA) estabeleceu um padrão para o uso do alfabeto latino, o qual é usado com modificações, conforme o léxico de Karl-G. Prasse, também no programa de alfabetização de Burquina Fasso. Em Níger, outro sistema foi usado, havendo também diferenças nos usos do tifinague e na escrita árabe.[carece de fontes?]
A escrita árabe é mais usada por tribos islâmicas, e pouco consideradas nessas padronizações.
O uso do tifinague é restrito principalmente à escrita de fórmulas mágicas, a qual é feita em palmas, quando o silêncio é exigido, e nas cartas escritas recentemente
O sistema DNAFLA é uma espécie de ortografia morfo-fonêmica, sem indicação de voigais encurtadas, sempre escrevendo a particular direcionada como < dd>, e não uma indicação de assimilação (Exemplo. <Tămašăɣt> for [tămašăq])
Em Burquina Fasso as ênfases são marcadas por "ganchos" nas letras como na língua fula, por exemplo. <ɗ ƭ>.
| Tifinague | Tifinague | árabe | Equivalência no latim |
| --------- | --------- | ----- | --------------------- |
| Nome      | Caractere | árabe | Equivalência no latim |
| Tegherit  | ⴰ         | ا     | a,e,i                 |
| Yeb       | ⵀ         | ب     | b                     |
| Yet       | ⵜ         | ت     | t                     |
| ---       | ---       | ث     | ---                   |
| Yej       | ⵊ         | ج     | j                     |
| Yeg       | ⴶ         | ---   | g                     |
| ---       | ---       | ح     | --                    |
| Yok       | ⵆ         | خ     | k                     |
| Yed       | ⴷ         | د     | d                     |
| ---       | ---       | ذ     | --                    |
| Yer       | ⵔ         | ر     | r                     |
| Yez       | ⵣ         | ز     | z                     |
| Yeṭ       | ⵟ         | ط     | ṭ                     |
| Yoẓ       | ⵥ         | ظ     | ẓ                     |
| Yec       | ⴾ         | ک     | c                     |
| Yel       | ⵍ         | ل     | l                     |
| Yem       | ⵎ         | م     | m                     |
| Yen       | ⵏ         | ن     | n                     |
| Yeṣ       | ⵚ         | ص     | ṣ                     |
| Yeḍh      | ⴺ         | ض     | ḍ                     |
| ---       | ---       | ع     | ---                   |
| Yeγ       | ⵗ         | غ     | γ                     |
| Yef       | ⴼ         | ف     | f                     |
| Yoq       | ⵈ         | ق     | q                     |
| Yes       | ⵙ         | س     | s                     |
| Yeš       | ⵛ         | ش     | š                     |
| Yeh       | ⵂ         | ھ     | h                     |
| yu        | ⵓ         | و     | u w                   |
| Yey       | ⵢ         | ي     | y                     |

## Gramática
A ordem básica das palavras Tuaregues é Verbo-Sujeito-Objeto. Os verbos podem ser agrupados em 19 classes morfológicas, algumas das quais têm definições semânticas. Os verbos levam consigo informações sobre o sujeito da frase na forma de marcação pronominal. Não há adjetivos simples e puros em Tuaregue, conceitos de adjetivação são expressos uma forma relativa de verbo chamada particípio (algo diferente do que se tem em Português). As Tuaregues são muito influenciadas pelas Línguas songais norte, como a Língua Tasawaq, cujos falantes são Tuaregues étnicos, mas falam variantes songais. Essa influência inclui pontos de fonologia e alguns de gramática, havendo também muitas palavras de origem externa.
A ordem básica das palavras Tuaregues é Verbo-Sujeito-Objeto. Os verbos podem ser agrupados em 19 classes morfológicas, algumas das quais têm definições semânticas. Os verbos levam consigo informações sobre o sujeito da frase na forma de marcação pronominal. Não há adjetivos simples e puros em Tuaregue, conceitos de adjetivação são expressos uma forma relativa de verbo chamada particípio (algo diferente do que se tem em Português). As Tuaregues são muito influenciadas pelas Línguas songais norte, como a Língua Tasawaq, cujos falantes são Tuaregues étnicos, mas falam variantes songais. Essa influência inclui pontos de fonologia e alguns de gramática, havendo também muitas palavras de origem externa.

### Morfologia
Sendo uma língua “raiz-e-padrão” ou “templática”, raízes “triliterais” (com base de três consoantes) são os mais comuns em tamaxeque. Niels e Regula Christiansen usam a raiz “k-t-b” (escrever) para deomostrar conjugações de aspecto completes de passado.
| Pessoa | Pessoa | Pessoa |           |
| ------ | ------ | ------ | --------- |
| s      | 1      | 1      | ...-ăɣ    |
| s      | 2      | 2      | t-...-ăd  |
| s      | 3      | m      | y-...     |
| s      | 3      | f      | t-...     |
| s      | part.  | m      | y-...-ăn  |
| s      | part.  | f      | t-...-ăt  |
| pl     | 1      | 1      | n-...     |
| pl     | 2      | m      | t-...-ăm  |
| pl     | 2      | f      | t-...-măt |
| pl     | 3      | m      | ...-ăn    |
| pl     | 3      | f      | ...-năt   |
| pl     | part.  | part.  | ...-nen   |

A correspondência verbal com Japonês continua com o uso do aspecto; o tamaxeque usa, conforme registrou Sudlow:
1. Perfeito: ações completas
2. Estativo: "estados finais, resultados de uma ação completa."
3. Imperfeito: ações futuras ou possíveis, "muitas vezes usado seguindo um verbo que expressa emoções, decisão ou pensamentos,” pode ser marcado com "'ad'" (na forma curta "'a-'" com preposições).
4. Cursivo: ações em andamento, muitas vezes habituais.

### Pronomes
Os pronomes nas línguas tuaregues possuem uma forte semelhança entre elas. Por isso, pode-se tomar como base uma para análise e entendimento, tendo em vista a liquides de possíveis variáveis. Toma-se como base nas seguintes tabelas a Língua tamahaq

#### Pronomes pessoais
| Primeira pessoa | Primeira pessoa   | Primeira pessoa | Primeira pessoa     |
| --------------- | ----------------- | --------------- | ------------------- |
| Singular        | Singular          | Plural          | Plural              |
| Eu e meu-CO     | ⴾⵏ Nec Masc e Fem | Nós e Nós-CO    | ⴺⵏⴾⵏ Necenéḍ masc   |
| Eu e meu-CO     | ⴾⵏ Nec Masc e Fem | Nós e Nós-CO    | ⴺⵜⵏⴾⵏ Necéneteḍ fem |
| De mim          | ⴰⵏⴰ               | De nós          | ⵗⵏ ⵏⴰ Inanáγ        |

| Segunda pessoa | Segunda pessoa | Segunda pessoa | Segunda pessoa       |
| -------------- | -------------- | -------------- | -------------------- |
| Singular       | Singular       | Plural         | Plural               |
| tu             | ⵢⴾ Cai masc    | Vocês          | ⴺⵏⵓⴶⴰ Agaw/ueneḍ mas |
| tu             | ⵎⴾ Cam fem     | Vocês          | ⴺⵜⵎⴶⴰ Agúmateḍ fem   |
| de ti          | ⴾⵏⴰ Inéc masc  | de vocês       | ⵏⵓⵏⴰ Inow/uen masc   |
| de ti          | ⵎⵏⴰ Iném       | de vocês       | ⵜⵎⴾⵏⴰ Inécmet fem    |

| Terceira pessoa | Terceira pessoa | Terceira pessoa | Terceira pessoa  |
| --------------- | --------------- | --------------- | ---------------- |
| Singular        | Singular        | Plural          | Plural           |
| Ele             | ⴰⵜⵏⴰ Enta       | Eles            | ⴺⵏⵜⵏⴰ Entenéḍ    |
| Ela             | ⴰⵜⵏⴰ Enta ⵂⴷⵜⵏⴰ | Elas            | ⴺⵜⵏⵜⵏⴰ Entenetéḍ |
| Dele            | ⵙⵏⴰ Inis        | deles           | ⵏⵙⵏⴰ             |
| Dela            | ⵜⵏⴰ Init        | delas           | ⵜⵏⵙⵏⴰ            |

| Sufixos de pronome | Sufixos de pronome | Sufixos de pronome | Sufixos de pronome |
| ------------------ | ------------------ | ------------------ | ------------------ |
|                    | 1ª pessoa          | 2ª Pessoa          | 3ª pessoa          |
| Singular           | ⴰ i                | ⵢⴾ Cai masc        | ⵜ t                |
| Singular           | ⴰ i                | ⵎⴾ Cam fem         | ⵜⵜ tet             |
| Plural             | ⵓⵏ anaγ            | ⵏⵓⴾ                | ⵏⵜ                 |
| Plural             | ⵓⵏ anaγ            | ⵜⵎⴾ                | ⵜⵏⵜ                |

*Meu como pronome pessoal do caso oblíquo

#### Pronomes possessivos
As vezes são feitos como casos genitivos dos pronomes pessoais, mas também existem sufixos do pronome possessivos que possuem poucas diferenças do sufixo do pronome pessoal
|          | 1ª pessoa | 2 pessoa       | 3ª pessoa     |
| singular | ⴰ i       | ⴾ ie masc      | ⵙ is masc     |
| singular | ⴰ i       | ⵎ im fem       | ⵜ it fem      |
| plural   | ⵗⵏ anaγ   | ⵏⵓ ow/uen masc | ⵏⵙ isan masc  |
| plural   | ⵗⵏ anaγ   | ⵜⵎⴾ ocmet fem  | ⵜⵏⵙ isnet fem |

#### Pronomes interrogativos
ⴰⵎ Ma, quem ou o que

#### Pronomes demonstrativos
| Singular</ref> | Singular</ref> | Singular</ref> | Plural        |
| -------------- | -------------- | -------------- | ------------- |
| Isso           | masculino      | ⵂⵓ hah         | ⵂⵓ hich       |
| Isso           | masculino      | ⵗⴷⵓ hadaγ      | ⵗⴷⵓ hiedaγ    |
| Isso           | Feminino       | ⵂⵜ Tah         | ⵂⵜ Tich       |
| Isso           | Feminino       | ⵗⴷⵜ Tadagh     | ⵗⴷⵜ Tiedaγ    |
| aquilo         | Masculino      | ⵂⴷⵓ had        | ⵂⴷⵓ Hidieh    |
| aquilo         | Masculino      | ⵂⴷ Dieh        | ⵗⴷⴷⵓ hidiedaγ |
| aquilo         | Feminino       | ⵂⴷⵜ Tadieh     | ⵂⴷⵜ Tidieh    |
| aquilo         | Feminino       | ⵂⴷⵜ Tadieh     | ⵗⴷⴷⵜ Tidiedaγ |
| Aquilo         | Masculino      | ⵗⵓⴰ Ahein      | ⵗⴷⵏⵓ Hiendaγ  |
| Aquilo         | Masculino      | ⵗⴷⵏⵓ Hendaγ    | ⵗⴷⵏⵂ Hiendaγ  |
| Aquilo         | Masculino      | ⵗⴷⵏⵂ Hendaγ    |               |
| Aquilo         | Feminino       | ⵗⴷⵏⵜ Tendaγ    | ⵗⴷⵏⵜ Tiendaγ  |

### Substantivos
Todas as palavras palavras são masculinas ou femininas, para identificar é simples. todas estão no masculino, menos a que possuem ⵜ  no final ou em alguma parte delas. Aqui também utiliza-se uma com base, sendo escolhida neste artigo a tamahaq 

#### Numero
O plural do substantivo no masculino é formado
- 1º Adicionando-se  | ao singular; caso comecem com ⴰ a pronuncia a ou e do singular, no plural adquire o som de i
- 2º Singular terminado em ⴰ, comumente é feita a troca por |ⵜ (tan ou ten); a mudança da vogal inicial a ou e segue o mesmo padrão na mudança por i
- 3º Muda-se a pronuncia da inicial p ou i
- 4º Em casos mais raros uma palavra no singular que termina com ⴰ, seu plural se altera para |ⵓ ( wen)

em casos de substantivos femininos no plural tem-se:
- 1º Adição do afixo | ao singular e  quando é terminado- as duas últimas- com as letras compostas, ou em duas letras (não ha alteração na vogal curta)
- 2º Palavras terminadas em ⴰ, na maioria dos casos, troca-se por |

#### Declinação do substantivo
Não ha necessariamente uma declinação do substantivo  no tamahaq, o que ocorre, na verdade é que no final ocorre uma prefixação às palavras que governam, o que alguns estudiosos consideram uma declinação
- Nominativo e acusativo: são iguais
- Genitivo: adicção do prefixo |ⴰ ao nominativo ⵓ e o dativo prefixando-se ⵢ ou ⴰ

#### Formação substantivo
Grande parte dos substantivos derivam de verbos, tendo a sua formação dependente do gênero. Por exemplo, os substantivos masculinos derivam do radical do verbo, trocando ⵢ, quando inicia, por ⴰ, e corta-se o final ⵜ quando o radical termina em um. As mudanças também podem ocorrer em vogais curtas que, mesmo que não expressas na escrita, são percebidas na fala. Já na formação dos substantivos femininos é visto a prefixação e afixação do ⵜⴰ, e caso o radical inicie com ⵢ ou ⴰ uma supressão de algumas letras ocorre com a prefixação do ⵜ

### Verbos
Os verbos em tamahaq são ciados nas principias gramaticas como a raiz na formação de substantivos e adjetivos. A forma mais simples do verbo é 3ª pessoa do singular do pretérito.
Ocorre a distinção dos gêneros (entre masculino e feminino) na terceira pessoa do singular, a primeira e segunda pessoa do simular possuem somente uma forma para cada, que é utilizado para ambos. No plural, a segunda e terceira pessoa possuem distinção de masculino e feminino, já na primeira pessoa há um "comum", que é utilizado para ambos
| Person | Person | Singular                      | Plural                               |
| ------ | ------ | ----------------------------- | ------------------------------------ |
| 1ª     | 1ª     | ektabaɣ ‘Eu escrevi’          | nektab Nos escrevemos (pass)’        |
| 2ª     | (m)    | tektabad ‘Tu (2s) escreveste’ | tektabam ‘Vós (2p/masc) escrevestes’ |
| 2ª     | (fem)  | tektabad ‘Tu (2s) escreveste’ | tektabmat ‘Vós (2p/fem) escrevestes’ |
| 3ª     | (m)    | iktab ‘Ele escreveu’          | ektaban ‘Eles (3/p/masc) escreveram’ |
| 3ª     | (fem)  | tektab ‘Ela escreveu’         | ektabnat ‘Elas (3/p/fem) escreveram’ |

A correspondência verbal com Japonês continua com o uso do aspecto; o tamaxeque usa, conforme registrou Sudlow:
1. Perfeito: ações completas
2. Estativo: "estados finais, resultados de uma ação completa."
3. Imperfeito: ações futuras ou possíveis, "muitas vezes usado seguindo um verbo que expressa emoções, decisão ou pensamentos,” pode ser marcado com "'ad'" (na forma curta "'a-'" com preposições).
4. Cursivo: ações em andamento, muitas vezes habituais.

#### Pretérito
- 3ª Pessoa no singular no feminino: coloca-se o prefixo ⵜ ao masculino
- 2ª Pessoa: coloca-se o prefixo ⵜ e o afixo ⴷ ao radical
- 1ª Pessoa: coloca-se ⵓ ao radical
- 3ª Pessoa do plural (masculino): coloca-se o afixo | ao radical, no gênero feminino acrescenta ⵜ ao do masculino (|ⵜ)
- 2ª Pessoa do plural: coloca-se o prefixo ⵜ e o afixo ⵎ ao radical, no gênero feminino acrescenta o ⵜ ao feito no masculino[27]

#### Futuro
- Adiciona-se o prefixo ⴷⴰ quando a pessoa do pretérito não inicia com ⵜ, caso contrario, adiciona-se somente o ⴰ
- Em casos que a terceira pessoa do plural e primeira pessoa do plural na forma do pretérito terminarem com ⴰ, corta-se o ⴰ, formando então a mesma pessoa do futuro[27]

#### Presente
Formas do presente
- 1ª Muda-se inicial ⵢ por ⴰ e adiciona-se o teshdid sob o segundo radical
- 2ª Muda-se as iniciais ⵢ e ⴰ por ⵜⴰ
- 3ª Coloca-se o acento fatha no ponto vogal do primeiro radical e, assim como o primeiro, muda-se  ⵢ por ⴰ.[27]

Existem diversas irregularidades quando queremos formar o presente.

#### Imperativo
- 2ª Pessoa do singular: retira-se o ⴰ do radical
- 2ª Pessoa do plural: no masculino, coloca-se o afixo ⵜⴰ ,no feminino, coloca-se  ⵜⵎ  ao da segunda pessoa do singular[28]

#### Passado do particípio
- Masculino no singular: coloca-se prefixo ⵎ, no feminino . coloca-se ⵎⵜ , ambos a adição ocorre no radical
- Masculino no plural: adiciona-se | ao masculino no singular, nos casos feminino adiciona-se ⵜ ao plural do masculino

Iniciais ⵢ ou ⴰ na terceira pessoa do singular não são considerados radicais
O verbo ser no tamahaque é escrito em ⴰ||ⴰ , usado no presente e no passado
- O verbo ter é escrito por ⵔⵓ yor, colado junto ao sufixo do pronome, em casso do presente. No passado, basta adicionar o prefixo ⴰ||ⴰ ao lado[28]

### Sentença
O tamahaq é escrito da direita para esquerda, assim como o árabe. As formações das frases seguem as regras ditas anteriormente acrescentando ou suprimindo algo quando transita na forma verbal ou no gênero.
- A ordem da palavra é VSO (verbo, sujeito e objeto)
  - ⵙⴷⵙⵏⵏⵜ ⵂⴷ ⴰⵏⴰ Télsedas dih Ena (Diga aquilo novamente)
  - ⴾⵏⴶⵎⴰ ⵛⵜⴰ Amagínic Etŝ (Coma seu jantar)

## Vocabulário
| Tafaghist                          | Português        |
| ---------------------------------- | ---------------- |
| Ahul Tahultismill                  | Olá              |
| Ma dăr tolăhăd? Ma tăxlakăd?       | Como você está?  |
| Ălxer ɣas! Ălxer ɣas təbarăk Aḷḷah | Qual o seu nome? |
| Tinsed dăɣ ălxer                   | Boa noite        |
| Tăɣlasăd                           | Bom dia          |
| Mi dət-təfălăd?                    | De onde você é?  |

### Dicionários

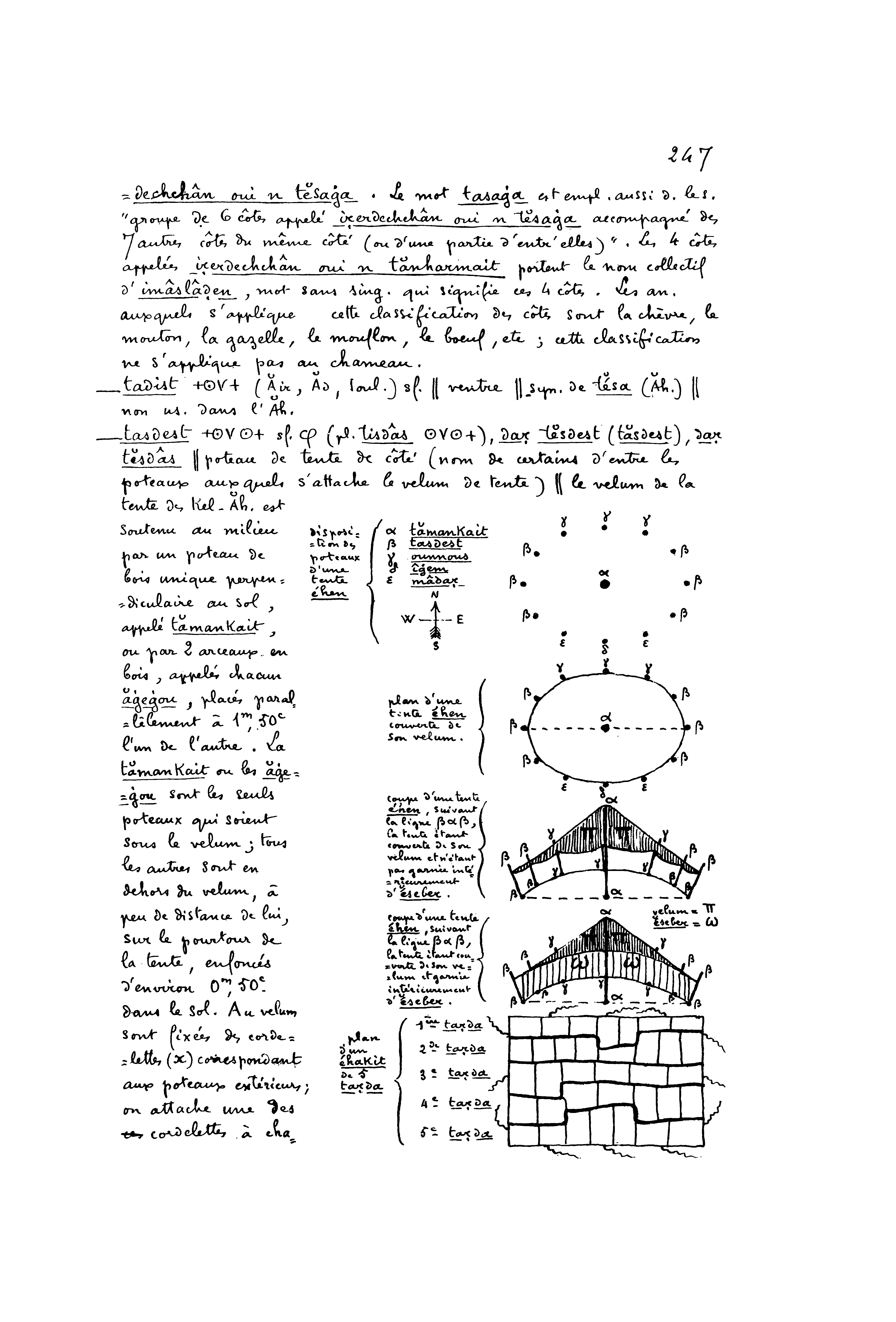
Página 247 do Dictionnaire Touareg-Français de 1951, mostrando o meticuloso manuscrito de Foucauld, com ilustrações detalhadas da estrutura do tasdest e de outros termos referentes à construção de tendas da Kel Ahaggar.

- Charles de Foucauld (1951-1952) Dictionnaire touareg-francais. 4 vol. Paris: Imprimerie Nationale de France. Publicação póstuma do fac-símile (autor falecido em dez. 1916); dialeto de Ahaggar, sul da Argélia.
- Jeffrey Heath (2006) Dictionnaire tamachek - anglais - français. Paris: Karthala. [covers dialects of northern Mali]
- Motylinski, A.  (1908).  Grammaire, dialogues et dictionnaire touaregs. Alger: P. Fontana.
- Prasse, Karl-G., Alojaly, Ghoubeid, and Mohamed, Ghabdouane (2003) Dictionnaire touareg-francais (Niger). 2ª ed. rev.; 2 vol. Copenhagen: Museum Tusculanum Press, University of Copenhagen. [1ª ed. 1998; abrange dois dialetos do norte do Níger]
- Prasse, Karl-G., Lexique Touareg-Français. Copenhague: Museum Tusculanum Press, 1998.

### Gramáticas
- Christiansen, Niels, and Regula. "Some verb morphology features of Tadaksahak ." SIL Electronic Working Papers. 2002. SIL International. 2 December 2007 <http://www.sil.org/silewp/yearindex.asp?year=2002>.
- Hanoteau, A. (1896) Essai de grammaire de la langue tamachek' : renfermant les principes du langage parlé par les Imouchar' ou Touareg.  Alger: A. Jourdan.
- Galand, Lionel. (1974) 'Introduction grammaticale'. In: Petites Soeurs de Jesus, Contes touaregs de l'Air (Paris: SELAF), pp. 15–41.
- Heath, Jeffrey. 2005. Grammar of Tamashek (Tuareg of Mali). (Mouton Grammar Series.) the Hague: Mouton de Gruyter.
- Prasse, Karl-G. (1973) Manuel de grammaire touarègue (tăhăggart). 4 vol. Copenhagen.
- Sudlow, David. (2001). The Tamasheq of North-East Burquina Fasso. Köln: Rüdiger Köppe Verlag.

### Textos
- Ag Erless, Mohamed (1999) "Il ný a qu'un soleil sur terre". Contes, proverbes et devinettes des Touaregs Kel-Adagh. Aix-en-Provence: IREMAM.
- Aghali-Zakara, Mohamed & Jeannine Drouin (1979) Traditions touarègues nigériennes. Paris: L'Harmattan.
- Albaka, Moussa & Dominique Casajus (1992) Poésies et chant touaregs de l'Ayr. Tandis qu'ils dorment tous, je dis mon chant d'amour. Paris: L'Harmattan.
- Alojaly, Ghoubeïd (1975) Ǎttarikh ən-Kəl-Dənnəg - Histoire des Kel-Denneg. Copenhagen: Akademisk Forlag.
- Casajus, Dominique (1985) Peau d'Âne et autres contes touaregs. Paris: L'Harmattan.
- Chaker, Salem & Jélène Claudot & Marceau Gast, eds. (1984) Textes touaregs en prose de Charles de Foucaould et. A. de Calassanto-Motylinski. Aix-en-Provence: Édisud.
- Chants touaregs. Recueillis et traduits par Charles de Foucauld. Paris, Albin Michel, 1997
- Foucauld, Charles de (1925) Poésies touarègues. Dialecte de l'Ahaggar. Paris: Leroux.
- Lettres au marabout. Messages touaregs au Père de Foucauld. Paris, Belin, 1999
- Heath, Jeffrey (2005) Tamashek Texts from Timbuktu and Kidal. Berber Linguistics Series. Cologne: Koeppe Verlag
- Louali-Raynal, Naïma & Nadine Decourt & Ramada Elghamis (1997) Littérature orale touarègue. Contes et proverbes. Paris: L'Harmattan.
- Mohamed, Ghabdouane & Karl-G. Prasse (1989) Poèmes touaréges de l'Ayr. 2 vol. Copenhagen: Akademisk Forlag.
- Mohamed, Ghabdouane & Karl-G. Prasse (2003) əlqissǎt ən-təməddurt-in - Le récit de ma vie. Copenhagen: Museum Tusculanum Press.
- Nicolaisen, Johannes, and Ida Nicolaisen. The Pastoral Tuareg: Ecology, Culture, and Society. Vol. 1,2. New York: Thames and Hudson, Inc, 1997. 2 vols.
- Nicolas, Francis (1944) Folklore Twareg. Poésies et Chansons de l'Azawarh. BIFAN VI, 1-4, p. 1-463.

### Tópicos linguísticos
- Cohen, David (1993) 'Racines'. In: Drouin & Roth, eds. À la croisée des études libyco-berbères. Mélanges offerts à Paulette Galand-Pernet et Lionel Galand (Paris: Geuthner), 161-175.
- Kossmann, Maarten (1999) Essai sur la phonologie du proto-berbère. Köln: Rüdiger Köppe.
- Prasse, Karl-G. (1969) A propos de l'origine de h touareg (tahaggart). Copenhagen.